# Reine Audu
Pour les articles homonymes, voir Audu.
Louise Reine Audu, surnommée la Reine des Halles, est une femme française, fruitière à Paris et figure de la Révolution. Elle est connue pour avoir participé à la marche des femmes sur Versailles et à la prise des Tuileries.

## Biographie
Son véritable nom serait Louise-Renée Leduc. Elle disait être née à Château-Gontier.
Elle participe dès 1789 aux évènements de la Révolution française. Le 5 octobre 1789, elle prend part au cortège de femmes (femmes des Halles, principalement) qui va à Versailles pour réclamer du pain au roi. Paris subit alors une disette de pain terrible (et encore inexpliquée), alors qu'il ne manque pas autour de la capitale. Elle fait peut-être partie des cinq femmes qui entrent dans l'appartement du roi avec Mounier, qui est alors le président de l'Assemblée nationale, et lui font sanctionner entre autres la déclaration des droits de l'homme. Les femmes, et les gardes françaises parisiennes qui les ont rejointes, font revenir à Paris le Roi et la famille royale (au chant de « le boulanger, la boulangère et le petit mitron »). L'Assemblée nationale suit. Reine Audu est représentée dans toutes les estampes de l'époque à cheval ou montée sur les canons réquisitionnés par la marche des femmes. Elle est la seule personne accusée formellement et mise en prison à la suite des journées d'octobre.
Elle reste en prison au Grand Châtelet de Paris, puis à la Conciergerie, jusqu'au 15 septembre 1791. Elle en sort avec les secours du Club des Cordeliers et de Louis-Barthélemy Chenaux. Elle participe activement à l'invasion du Palais des Tuileries par le peuple de Paris le 10 août 1792 ; la Biographie moderne, ou galerie historique, civile, militaire, politique et judiciaire raconte qu'elle a alors tué plusieurs gardes suisses. Elle est honorée d'une couronne civique et d'une épée par la Commune de Paris, qui l'emploie ensuite à l'administration des subsistances.
Pierre Joseph Alexis Roussel rapporte, dans un ouvrage publié en 1802, que, « sa tête s'étoit perdue pendant sa détention », Reine Audu est « morte folle à l'hôpital en 1793 ».

## Dans la culture populaire

### Cinéma
Dans le film Un peuple et son roi, de Pierre Schoeller (2018), le rôle de Reine Audu est interprété par Céline Sallette.

### Bande-dessinée
Louise Reine Audu fait partie des différents personnages historiques convoqués dans Liberté, le premier tome de bande-dessinée Révolution de Florent Grouazel et Younn Locard.

### Sources primaires imprimées
- Aux Citoyens dignes de ce nom. Récit de la part prise par Reine Audu aux journées des 5 et 6 octobre 1789, et de son incarcération, du mois d'août 1790 au mois de septembre 1791. Imprimerie de Prudhomme, 1792.
- Louis-Barthélemy Chenaux, Pétition pour Reine-Louise Audu, lue à l'Assemblée nationale, le dimanche 24 janvier 1792, au nom de plus de 300 citoyens actifs.